# Pobřežní nížina
Pobřežní nížina (anglicky Coastal Plain), též Pobřežní nížiny, je nížina táhnoucí se podél Mexického zálivu a při pobřeží Atlantského oceánu. Podle členění United States Geological Survey se jedná o jednotku úrovně province, která se dělí na 6 dílčích jednotek úrovně section. Zároveň je jedinou suchozemskou podjednotkou nadřazené jednotky Atlantic Plain – úrovně division. V pevninské části sousedí s 9 jednotkami stejné úrovně – Great Plains, Central Lowland, Ouachita, Ozark Plateaus, Interior Low Plateaus, Appalachian Plateaus, Valley and Ridge, Piedmont, New England.

## Členění
Pobřežní nížina se skládá ze 6 jednotek úrovně section:
- 3a. Embayed – Zálivové pobřeží
- 3b. Sea Island – Ostrovní pobřeží
- 3c. Floridian
- 3d. East Gulf Coastal Plain
- 3e. Mississippi Alluvial Plain – Mississippská nížina
- 3f. West Gulf Coastal Plain

Jednotky Zálivové pobřeží, Ostrovní pobřeží a případně i Floridian tvoří Atlantskou nížinu.